# Pleuroprucha roseipuncta
Pleuroprucha roseipuncta är en fjärilsart som beskrevs av W. Warren 1897. Pleuroprucha roseipuncta ingår i släktet Pleuroprucha och familjen mätare. Inga underarter finns listade i Catalogue of Life.